# Antoinette 8V
Pour les articles homonymes, voir Moteur (homonymie), Antoinette et V8.
Le moteur Antoinette 8V est un moteur V8 breveté en 1902 par le motoriste français Léon Levavasseur, un des premiers V8 de l'histoire de l'automobile et de l'aviation, fabriqué de 1906 à 1912 par son industrie de construction aéronautique française Antoinette (1904-1912).

## Histoire
Fasciné par les premiers moteur Daimler Type P V2 et bateau Daimler Marie de Gottlieb Daimler des années 1880, moteurs français d'Ader Avion III de Clément Ader, De Dion-Bouton, ou Wright Flyer américain des frères Wright, Léon Levavasseur conçoit ses propres moteurs à explosion de 4 et 8 cylindres (et études de prototypes de 12, 16, 20, 24 et 32 cylindres de 300 ch,) brevetés en 1902,, pour motoriser des voitures et bateau runabout Antoinette de compétition, puis pour motoriser les premiers avions français des pionniers de l'aviation de l'époque,,,.

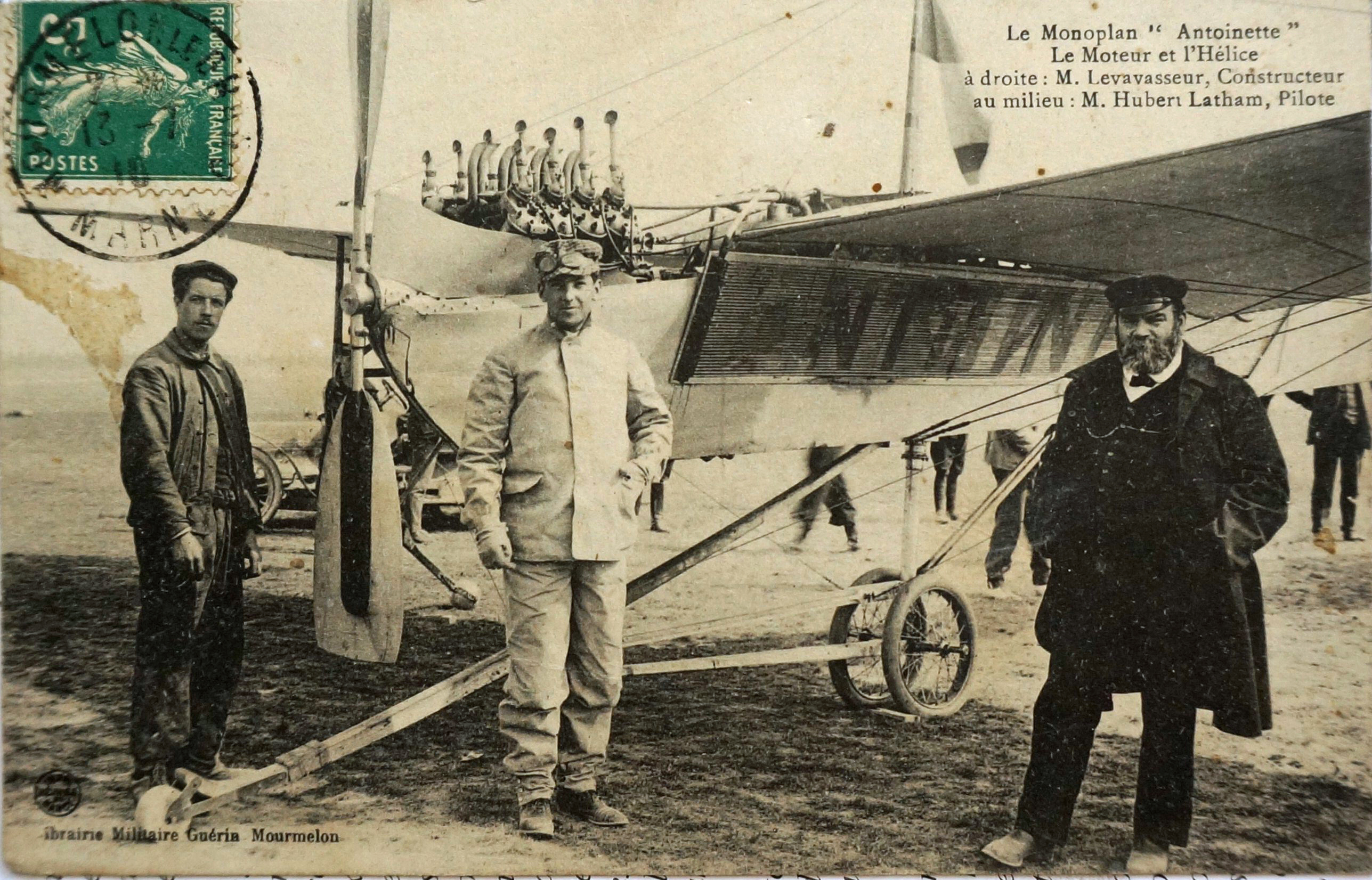
Le pilote Hubert Latham et Léon Levavasseur (1909).
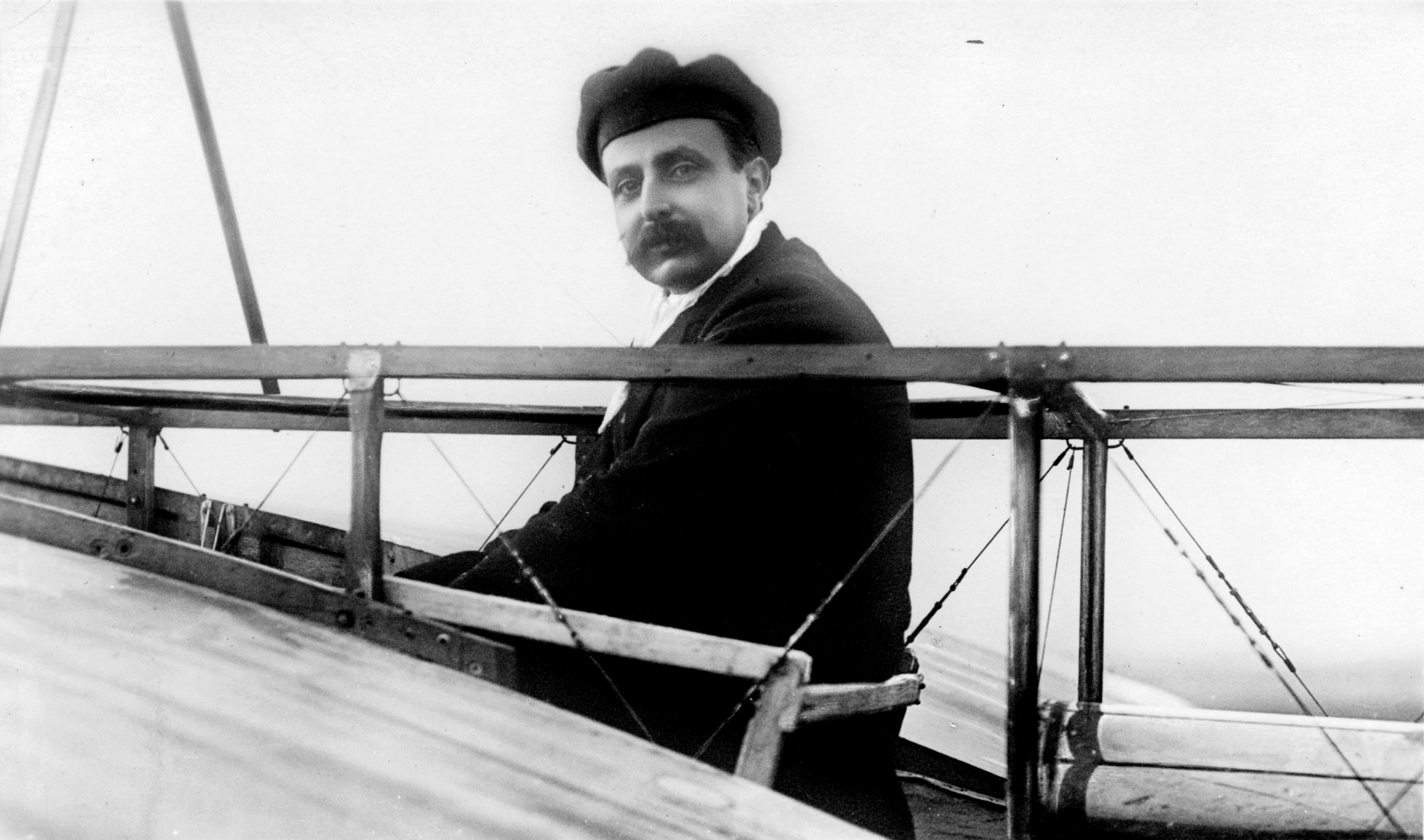
Louis Blériot.

Il fonde alors sa société Antoinette (ou Société des avions et moteurs Antoinette) à Puteaux près de Paris, en 1904, avec son associé Jules Gastambide, pour fabriquer en particulier ce moteur « Antoinette 8V » de 8 L de 50 ch (et versions 13,8 L de 80 ch) à entraînement et injection directe, de 16 soupapes (2 soupapes par cylindre), à refroidissement à eau, avec carter en aluminium, cylindres en fonte, chemises en laiton, et tête en bronze coulé  (un des rapports poids/encombrement/puissance les plus performants des premiers moteurs de l'époque) 

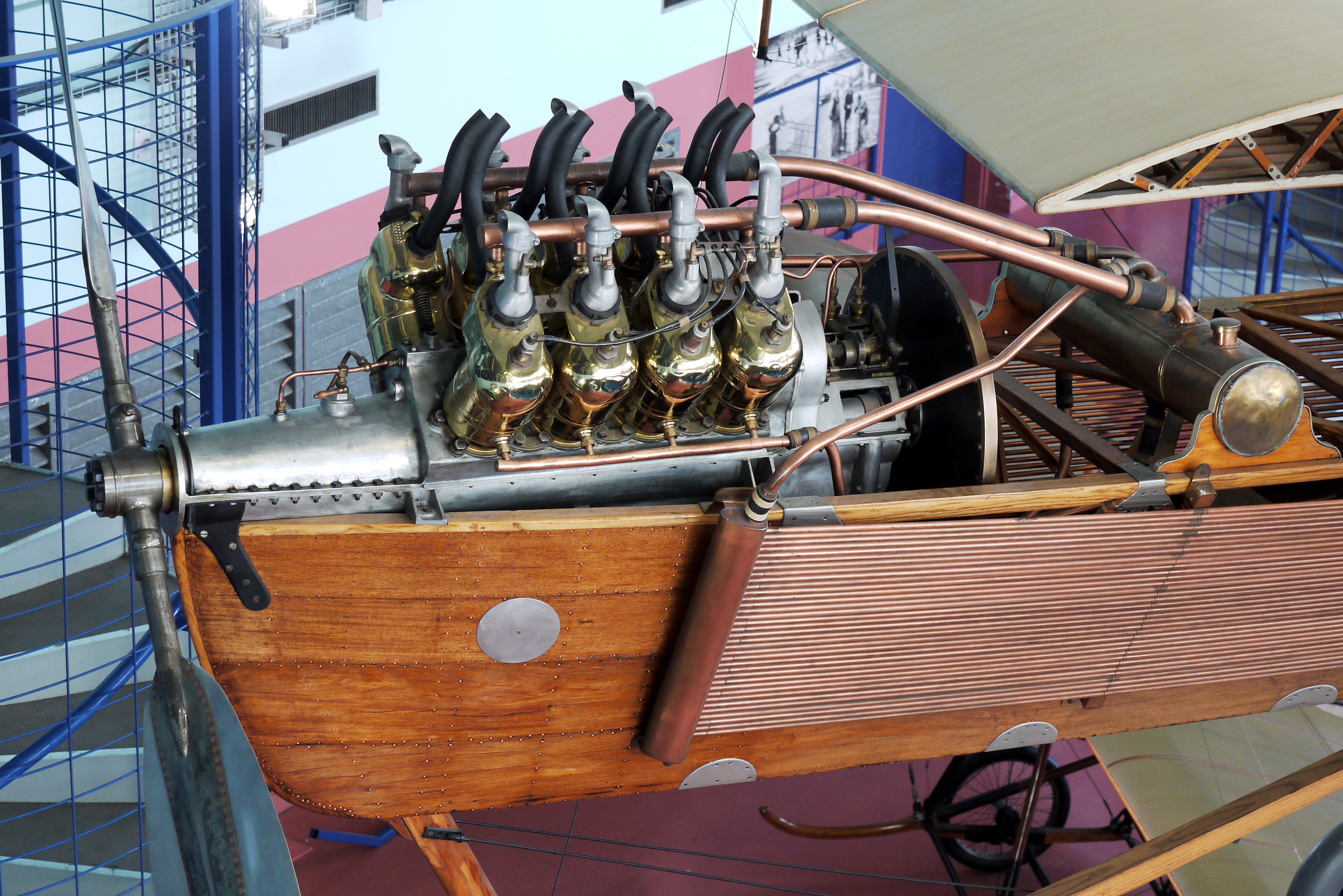
Antoinette 8V d'avion Antoinette VII, à carénage de bateau runabout.
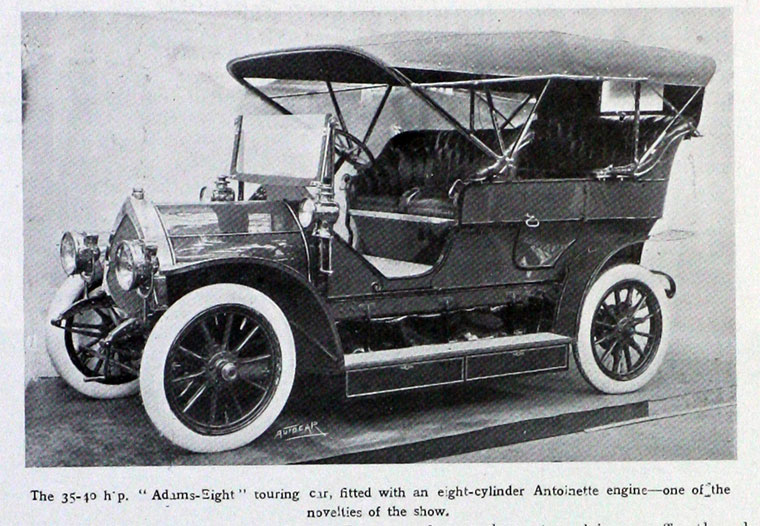
Adams (en) V8 Eight 35-40 HP (1906).
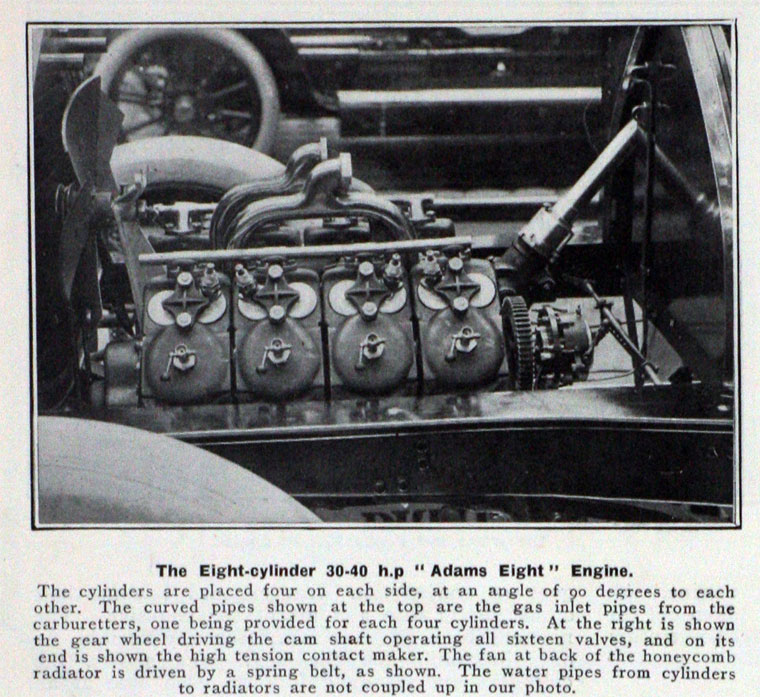
Moteur V8 Antoinette.
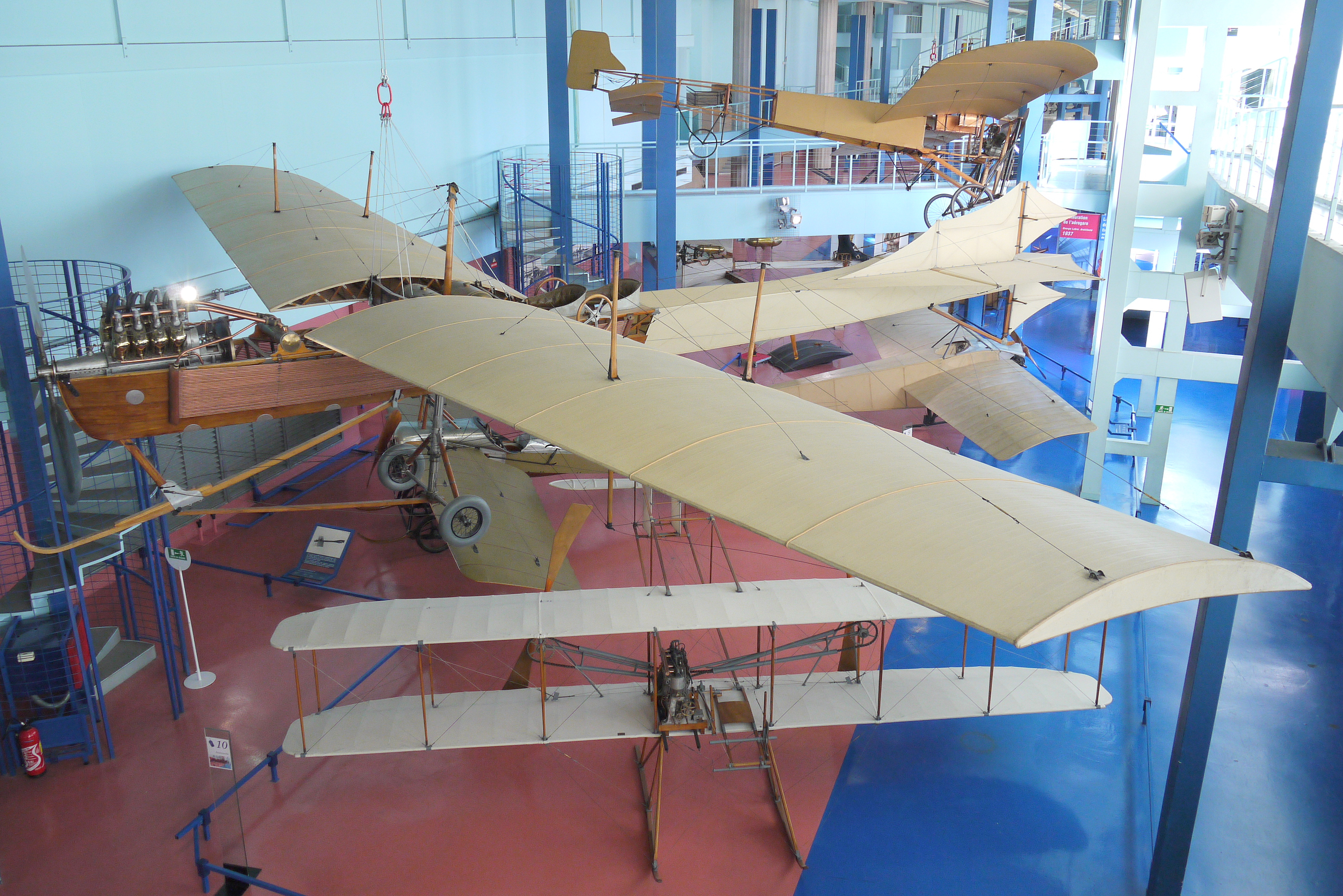
Antoinette VII (1909) du musée du Bourget.

Après avoir conçu ses premiers prototypes d'avions Blériot I et II, Louis Blériot s'associe en 1906 à la société Antoinette, pour motoriser ses avions Blériot (Blériot III, IV, V, VI, VII, VIII, IX, et Blériot X (en)) avant sa première traversée historique de la Manche par avion du 25 juillet 1909, en 37 minutes, avec son Blériot XI à moteur Anzani à 3 cylindres en éventail de 25cv

## Production

### Voiture et bateaux à moteur Antoinette
- 1903 à 1907 : bateau runabout Antoinette I, II, III, IV, V[8],[5], et Ricochet-Antoinette (record de vitesse aquatique du 8 novembre 1907[9]).
- 1906 : Adams (en) V8 Eight 35-40 HP

### Avions à moteur Antoinette

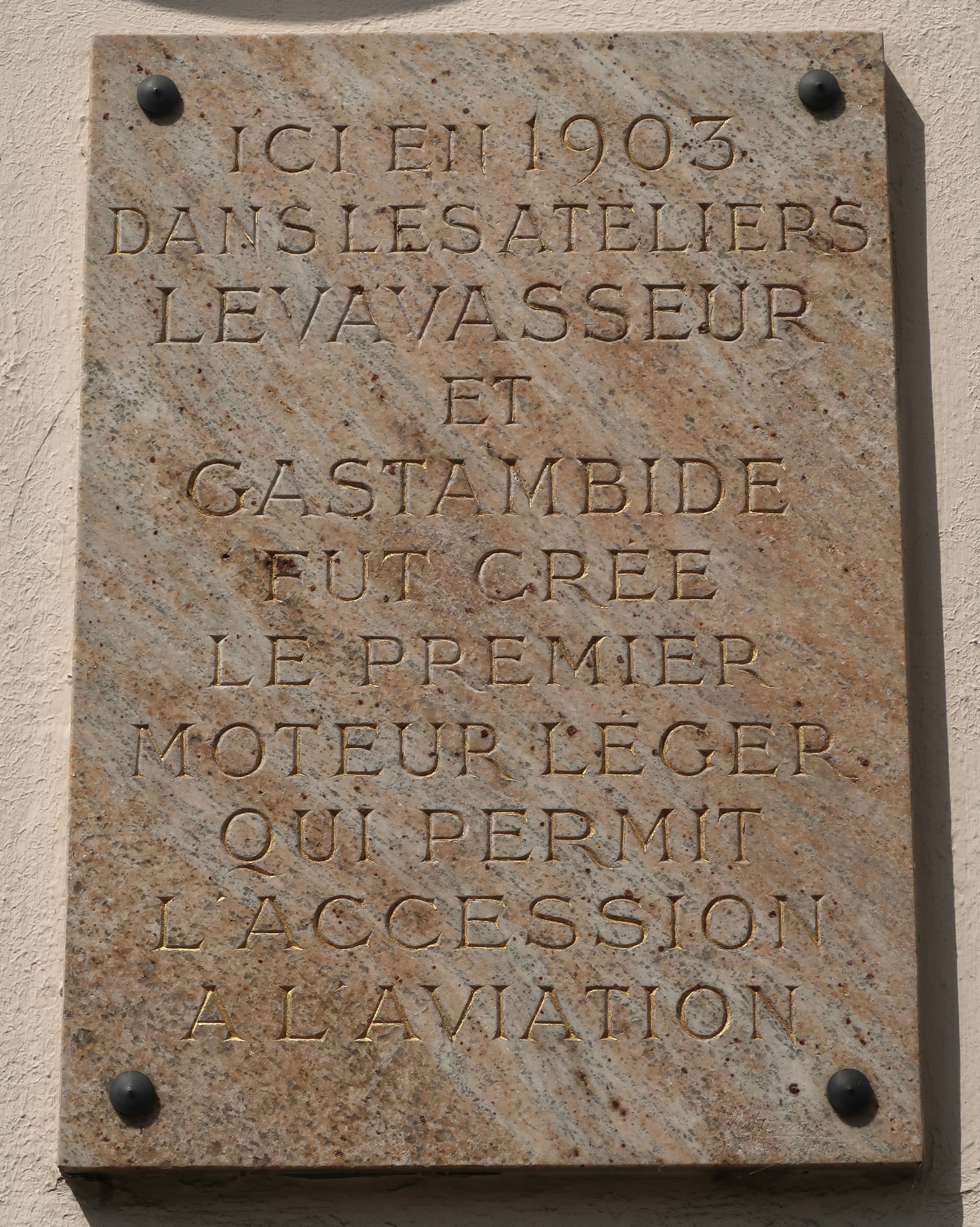
Plaque commémorative.

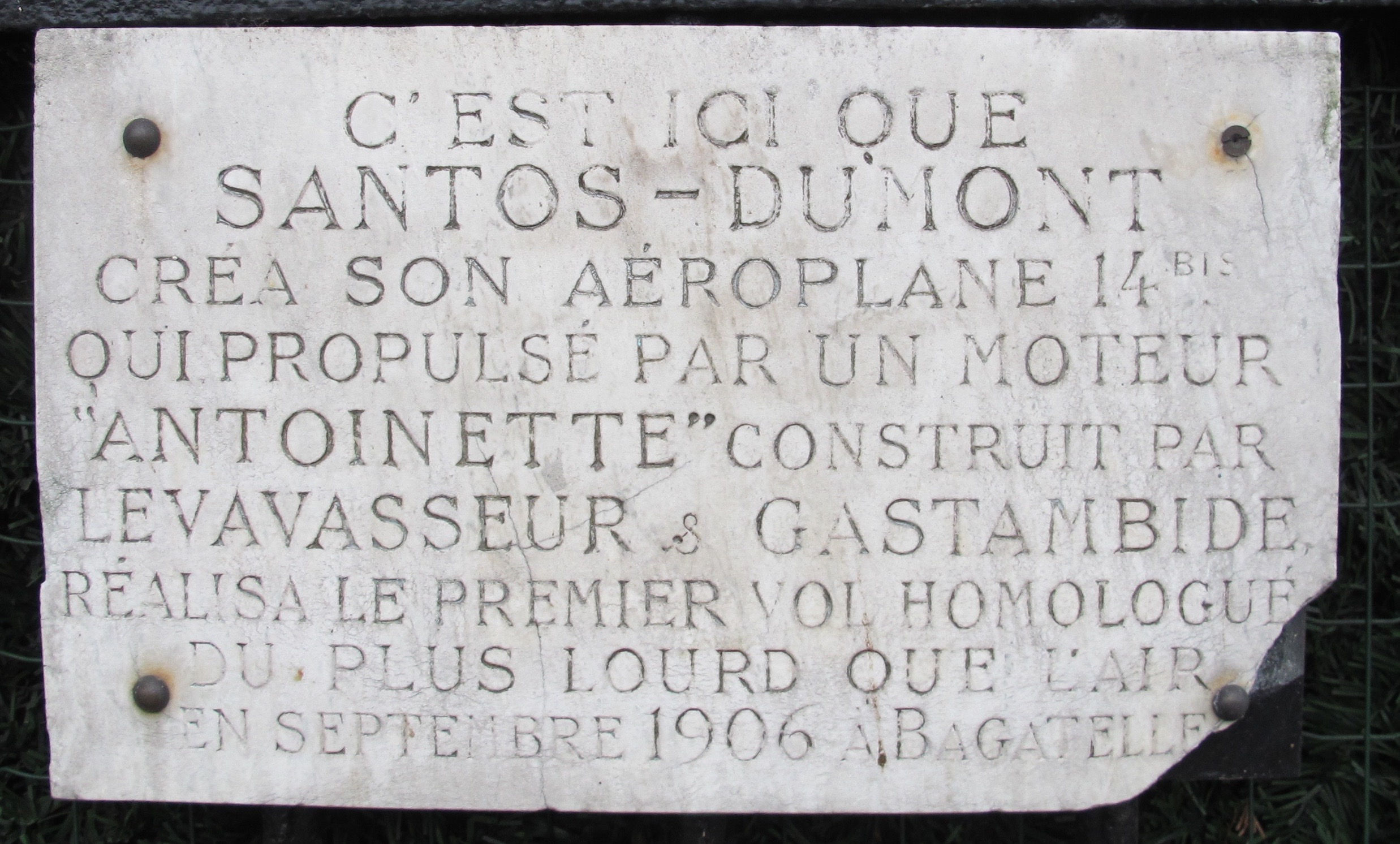
Plaque commémorative.

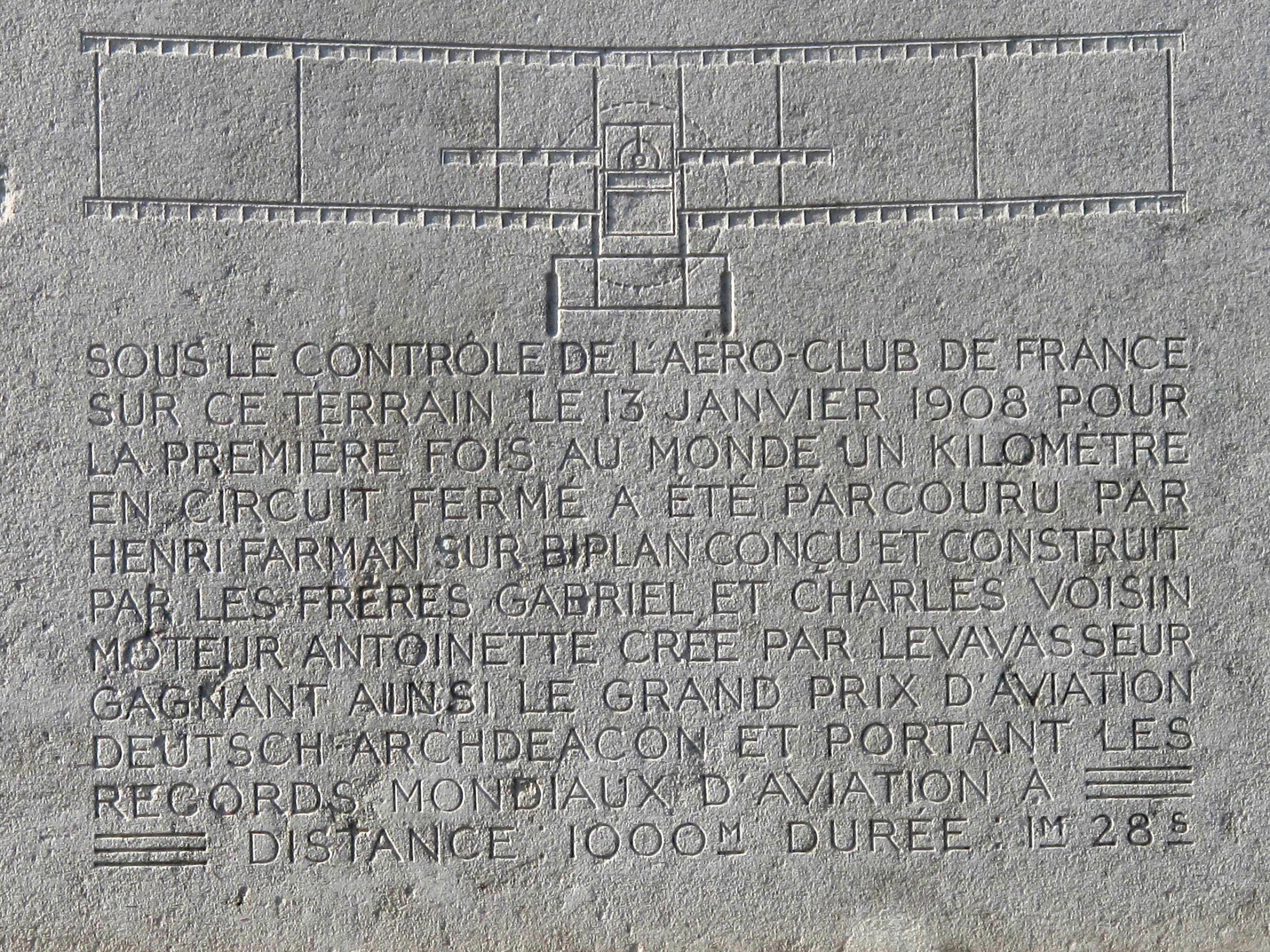
Plaque commémorative.

Quelques prototypes d'aéronefs expérimentaux et avions de série à moteur V8 Antoinette :
- 1906 : 14-bis, d'Alberto Santos-Dumont
- 1907 : Biplan Voisin
- 1907 : Hélicoptère de Paul Cornu
- 1907 : Hélicoptère Gyroplane Breguet-Richet Louis Charles Breguet
- 1908 : Delagrange I
- 1909 : Ballon dirigeable Forlanini F1 (Leonardo da Vinci)
- 1909 : Roe Triplan n° 1

Avions Blériot de Louis Blériot :
- 1906 : Blériot III et Blériot IV de Louis Blériot et Gabriel Voisin (2 V8)
- 1907 : Blériot V (V8)
- 1907 : Blériot VI (V8 puis V16)
- 1907 : Blériot VII (V8)
- 1908 : Blériot VIII (V8)
- 1908 : Blériot IX (V16)
- 1908 : Blériot X (en) (V8)

### Avions Antoinette
- 1908 : Antoinette I (en) (prototype Gastambide-Mengin I et II - Gastambide-Mengin monoplane (en))
- 1908 : Antoinette II (en)
- 1908 : Antoinette III (en)
- 1908 : Antoinette IV (en)[10]
- 1908 : Antoinette V (en)
- 1909 : Antoinette VI (en)
- 1909 : Antoinette VII
- 1911 : Monoplan militaire Antoinette (en) (prototype d'avion militaire)